# Voo Varig 967
O Voo Varig 967, operado pela companhia aérea brasileira Varig, foi um voo comercial de carga conhecido por seu desaparecimento ocorrido em 1979.
O avião cargueiro Boeing 707-323C decolou do Aeroporto Internacional de Narita, em Tóquio, no Japão, às 20h23 do dia 30 de janeiro de 1979. O destino final era o Aeroporto Internacional do Rio de Janeiro-Galeão, com uma escala nos Estados Unidos.
Vinte e dois minutos depois de decolar, o comandante Gilberto Araújo da Silva fez o primeiro contato com o controle de tráfego aéreo. Não havia qualquer problema a bordo. O segundo contato, previsto para as 21h23min, não chegou a ser feito.
O avião desapareceu sobre o Oceano Pacífico cerca de trinta minutos após sua decolagem em Tóquio. Nenhum sinal da queda, como destroços ou corpos, jamais foi encontrado. O voo de carga transportava, entre outros itens, 53 quadros do pintor Manabu Mabe, que voltavam de uma exposição no Japão. As pinturas foram avaliadas na época em mais de US$ 1,24 milhão. É conhecido por ser um dos maiores mistérios da história da aviação e um dos raríssimos voos civis comerciais que desapareceram sem deixar vestígios. Em 2014 o voo MH370 da Malaysia Airlines com 227 passageiros e 12 tripulantes também desapareceu sem deixar vestígios de sua localização, como também nenhum passageiro encontrado, juntando-se aos misteriosos desaparecimentos aéreos.
Esse caso nunca teve uma causa específica, pois nunca foi encontrado nenhum sinal do PP-VLU (Aeronave envolvida). Até hoje nunca foi encontrado nenhum sinal de vestígios plásticos, peças e/ou corpo dos tripulantes.

## Tripulação

Tripulação do voo 967

A tripulação do voo 967 era formada por seis homens: o comandante Gilberto Araújo da Silva - mesmo comandante sobrevivente do Voo Varig RG-820, que foi obrigado a fazer um pouso de emergência nas proximidades do Aeroporto de Orly, na França, em 1973, por um incêndio a bordo que matou 123 pessoas [i] - comandante Erni Peixoto Mylius, atuando como 1º oficial, 2º oficial Antonio Brasileiro da Silva Neto, 2.º oficial Evan Braga Saunders, (atuando como co-pilotos) José Severino Gusmão de Araújo e Nícola Exposito (mecânicos de voo).
Este foi também um dos raríssimos casos da aviação comercial mundial em que um piloto (comandante Gilberto) se envolve em dois desastres aéreos com vítimas fatais.

## Teorias conspiratórias
O desaparecimento foi notado pelos controladores de voo após a falta de comunicação na passagem do Varig 967 sobre um dos pontos imaginários fixos sobre o oceano, usados na navegação e monitoramento de progresso de voo. Após uma hora de tentativas frustradas de se estabelecer alguma comunicação, o alarme foi dado e as equipes de busca e salvamento foram acionadas. Com a escuridão reinante, as buscas foram suspensas e só foram retornadas mais de doze horas depois da decolagem, na manhã do dia seguinte. Apesar de mais de oito dias de busca intensa no mar, nenhum sinal de destroços, manchas de óleo ou dos corpos dos tripulantes jamais foi encontrado.
A investigação interna da Varig não conseguiu resolver o enigma. No relatório final sobre o acidente, consta o seguinte: "Não foi possível encontrar nenhum indício que lançasse qualquer luz sobre as causas do desaparecimento da aeronave". Muitas hipóteses e teorias foram formadas a partir de então para tentar entender o que ocorreu com o Boeing 707 da Varig. As teorias da conspiração lançaram no ar algumas delas:
- Teria ocorrido um sequestro promovido por colecionadores de arte, já que no porão estavam as obras do pintor Manabu Mabe. No entanto, esta teoria foi descartada, uma vez que as pinturas jamais foram achadas em lugar nenhum;
- O Boeing teria entrado no Triângulo do Dragão a cerca de 100 quilômetros ao sul da costa japonesa e teria sido abduzido por Extraterrestres. Tal teoria nunca foi estudada a fundo.
- O Boeing teria sido abatido por soviéticos, interessados em esconder segredos do caça Mikoyan-Gurevich MiG-25 do desertor Viktor Belenko, que supostamente estaria desmontado e sendo levado aos Estados Unidos no porão de cargas do avião;
- O ex-rádio-operador e ex-co-piloto da Força Aérea Brasileira (FAB) Oswaldo Profeta chegou a escrever um romance chamado "O Mistério do 707" para dizer que o que houve não foi um acidente. Ele acredita que a tripulação do Boeing pode ter cometido algum erro de navegação e penetrado no espaço aéreo soviético, uma área supervigiada. Segundo Profeta, é possível que o avião tenha sido abatido;[8]
- Uma teoria conta que o Boeing 707 teria sido forçado a um pouso na costa da União Soviética, onde os tripulantes teriam sido mortos;
- A hipótese mais plausível, no entanto, considera que, logo após a decolagem, com a aeronave já tendo atingido um nível de cruzeiro elevado, houve uma despressurização lenta na cabine, o que não causou a explosão da aeronave, mas que lentamente sufocou os pilotos, e estes teriam morrido de forma indolor. O avião, então, segundo a linha de raciocínio, voou com ajuda do piloto automático por muitos quilômetros mais, até que, acabou o combustível, caiu sobre o mar em algum ponto extremamente distante dos locais por onde passaram as buscas. Portanto, nenhum destroço foi encontrado, sendo provável - como largamente aceito - que estejam ou no fundo do vasto Oceano Pacífico, ou sobre alguma área inabitada do estado americano do Alasca.[9]

## Nota
- ↑i Por sua perícia profissional em impedir que o Boeing 707 em chamas caísse sobre os subúrbios de Paris, fazendo-o pousar num campo de cebolas ao lado do vilarejo de Saulx-les-Chartreux, a alguns quilômetros da cabeceira da pista do aeroporto, o comandante Gilberto foi condecorado pelo Ministério dos Transportes da República da França - e considerado heroi nacional francês apesar de brasileiro[10] - e pelo governo brasileiro com a Ordem do Mérito Aeronáutico, no grau de Cavaleiro.[5]